# Estádio Nacional de Brasília
Estádio Nacional Mané Garrincha, også kaldt Estádio Nacional de Brasília eller Estadio Nacional de Brasília Mané Garrincha, er en fodboldstadion og koncertstadion i Brasília i Brasilien. Arenaen blev indviet den 10. marts 1974, og gennemgik en større renovering fra 2010-2013 på grund af FIFA Confederations Cup 2013 og VM i fodbold 2014. Banen blev bugt til VM i 2014, og blev også brugt under FIFA Confederations Cup 2013 til kampen mellem Brasilien og Japan.
Stadionet er af naturgræs af typen "Bermuda celebration", og har målene 105 x 68 meter. Det er plads til 72.788 tilskuere, som sidder på det nærmeste 7,5 meter fra banen.